# Vall de Paşabağ
La Vall de Paşabağ (en turc Paşabağ Vadisi) està situada a 5 km de Göreme i al costat de la vall de Zelve. El seu nom en turc, Paşabağ, significa "vall del paixà". El paixà és el grau militar equivalent al d'un general, i és un sobrenom força habitual a Turquia. Aquest lloc també es coneix com la Vall dels Monjos, ja que antigament, a les xemeneies de fades s'hi amagaven monjos que vivien apartats de la resta, i també va ser habitat per persones eremites i solitàries. En una de les xemeneies de tres caps, hi ha una capella dedicada a Sant Simeó, amb creus antitètiques que decoren l'entrada.

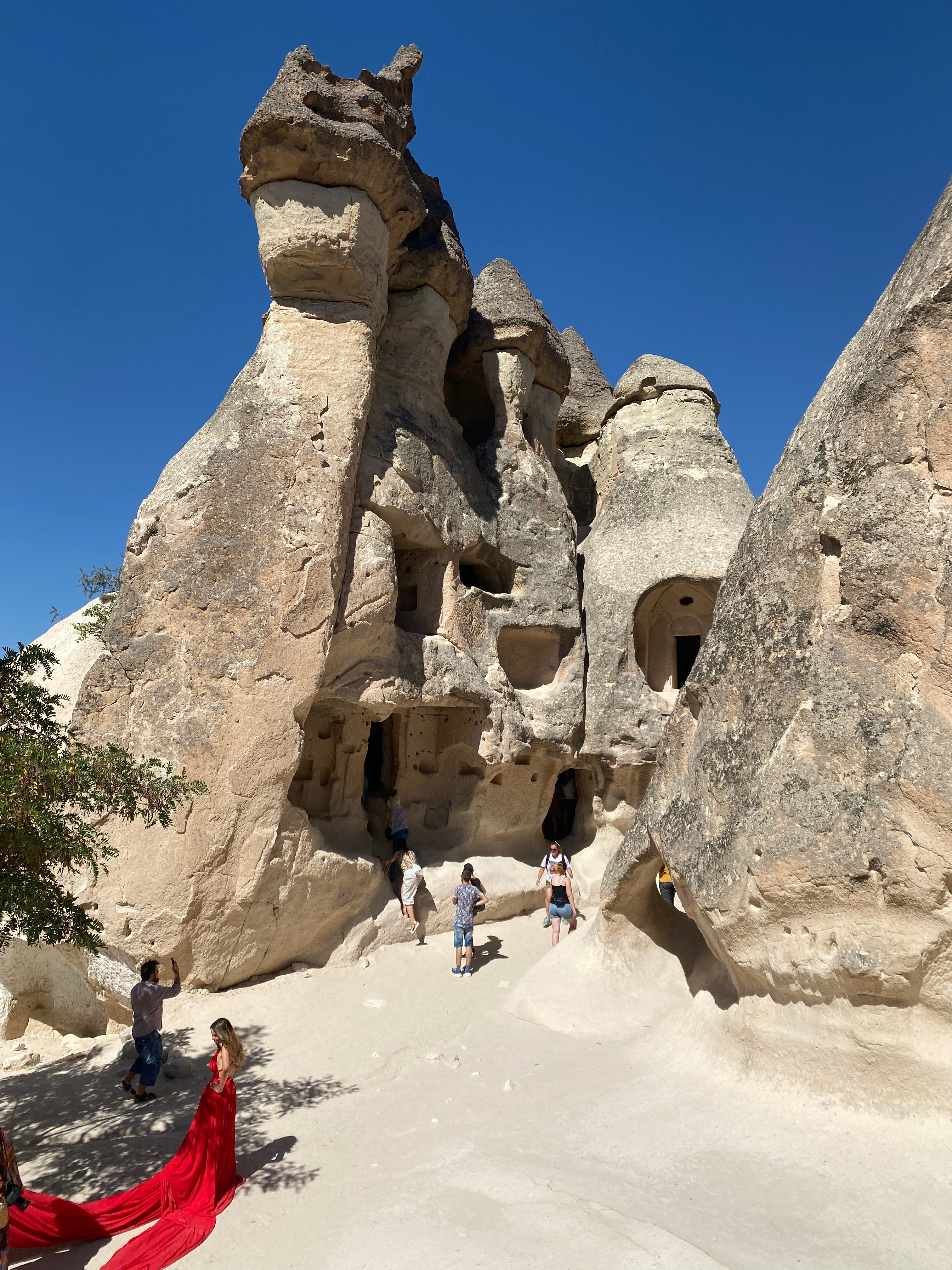
Vall dels Monjos, capella dedicada a Sant Simeó

Aquestes formacions amb cossos cònics, es formen a conseqüència de l'erosió de les estructures tufoses per l'aigua de les pluges intenses, les riuades provinents dels vessants de la vall i el vent. Els diàmetres dels blocs de roca a la part superior d'aquestes formacions, que recorden un sostre o la forma d'un bolet, oscil·len entre 1 i 15 metres.